# Villa Fritz Thyssen

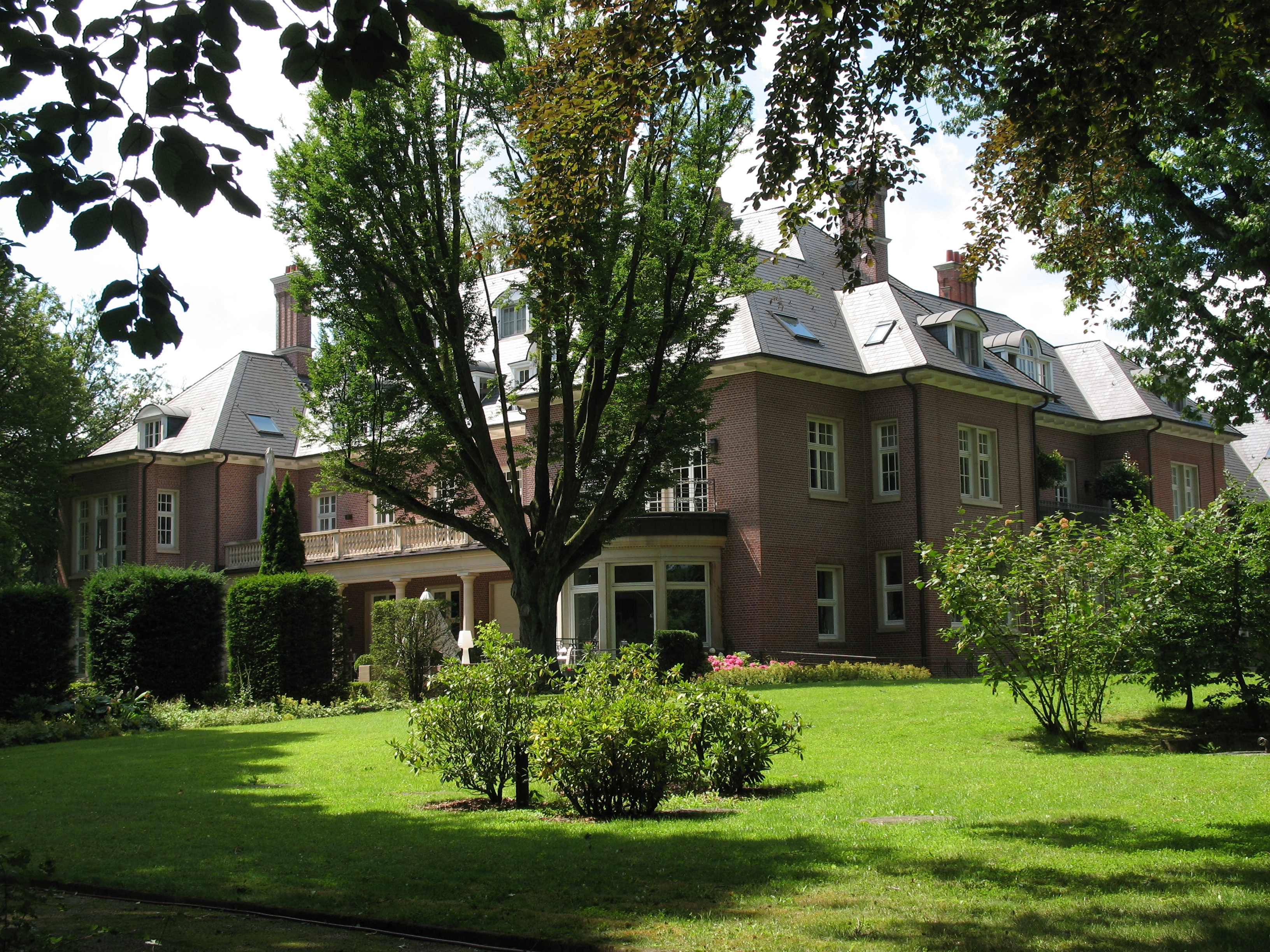
Villa Fritz Thyssen nach Wiederaufbau

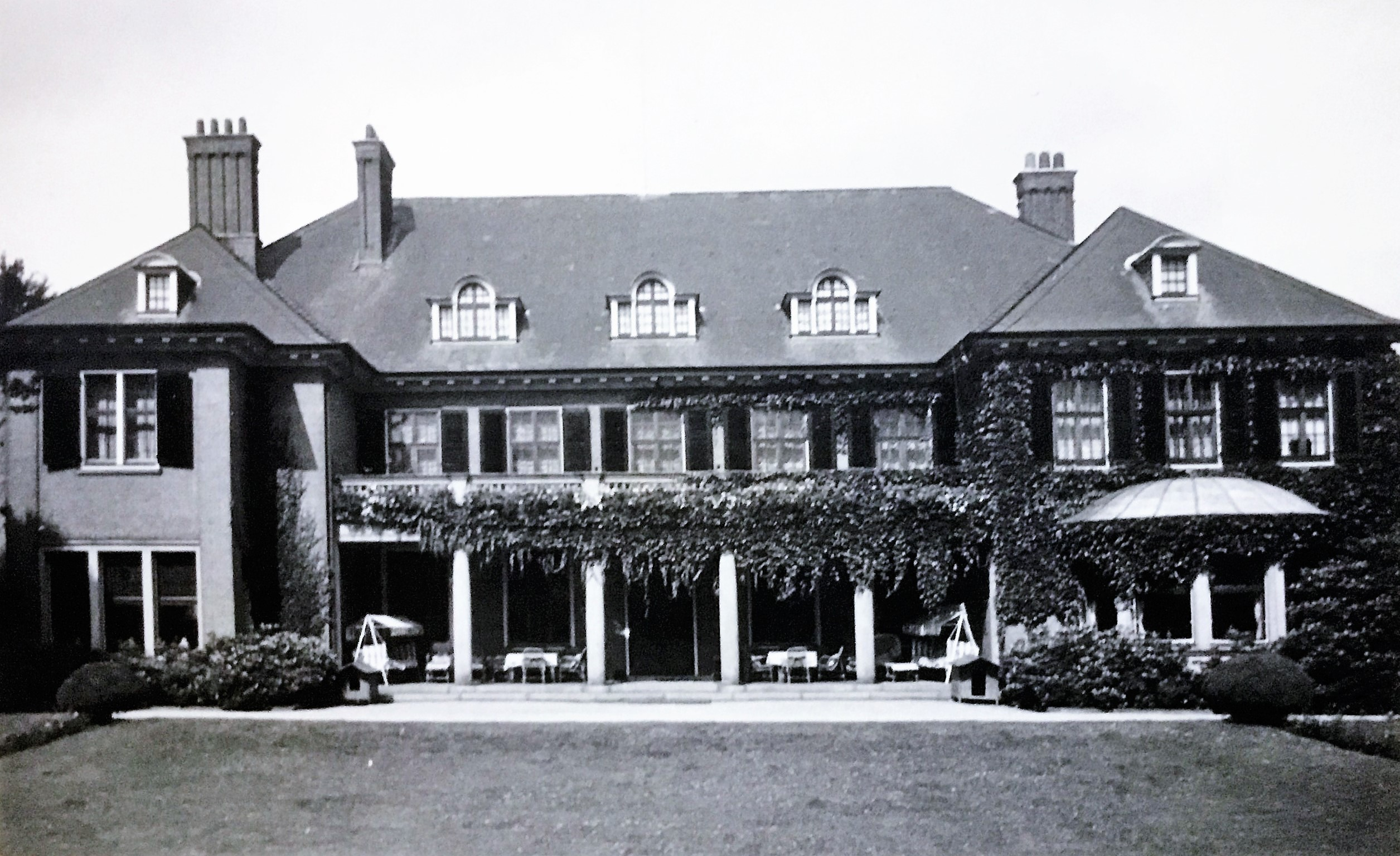
Villa Fritz Thyssen Terrasse, Fotosammlung KuMuMü-Kulturmuseum Mülheim

Die Villa Fritz Thyssen – auch Landhaus Fritz Thyssen oder Villa Anita genannt – ist ein repräsentatives Wohngebäude im Broich-Speldorfer Wald in Mülheim an der Ruhr.

## Baugeschichte
Das Haus wurde 1910/11 durch die Krefelder Architekten Girmes & Oediger im englischen Landhausstil für Fritz Thyssen, den ältesten Sohn von August Thyssen, auf einem 70.000 m² großen Grundstück im Broich-Speldorfer Wald errichtet. Die Villa – eines der größeren Projekte der Broich-Speldorfer Wald- und Gartenstadt AG – wurde auf Wunsch von Fritz Thyssen einem englischen Herrensitz nachempfunden. So entstand ein zweigeschossiger, zweiflügeliger roter Backsteinbau mit Walmdach, der alle Kennzeichen des englischen Neobarock trug und auch im Grundriss dem Vorbild eines englischen Landhauses folgte. Die großzügige Parkanlage wurde mit Lauben und Aussichtspunkten versehen.

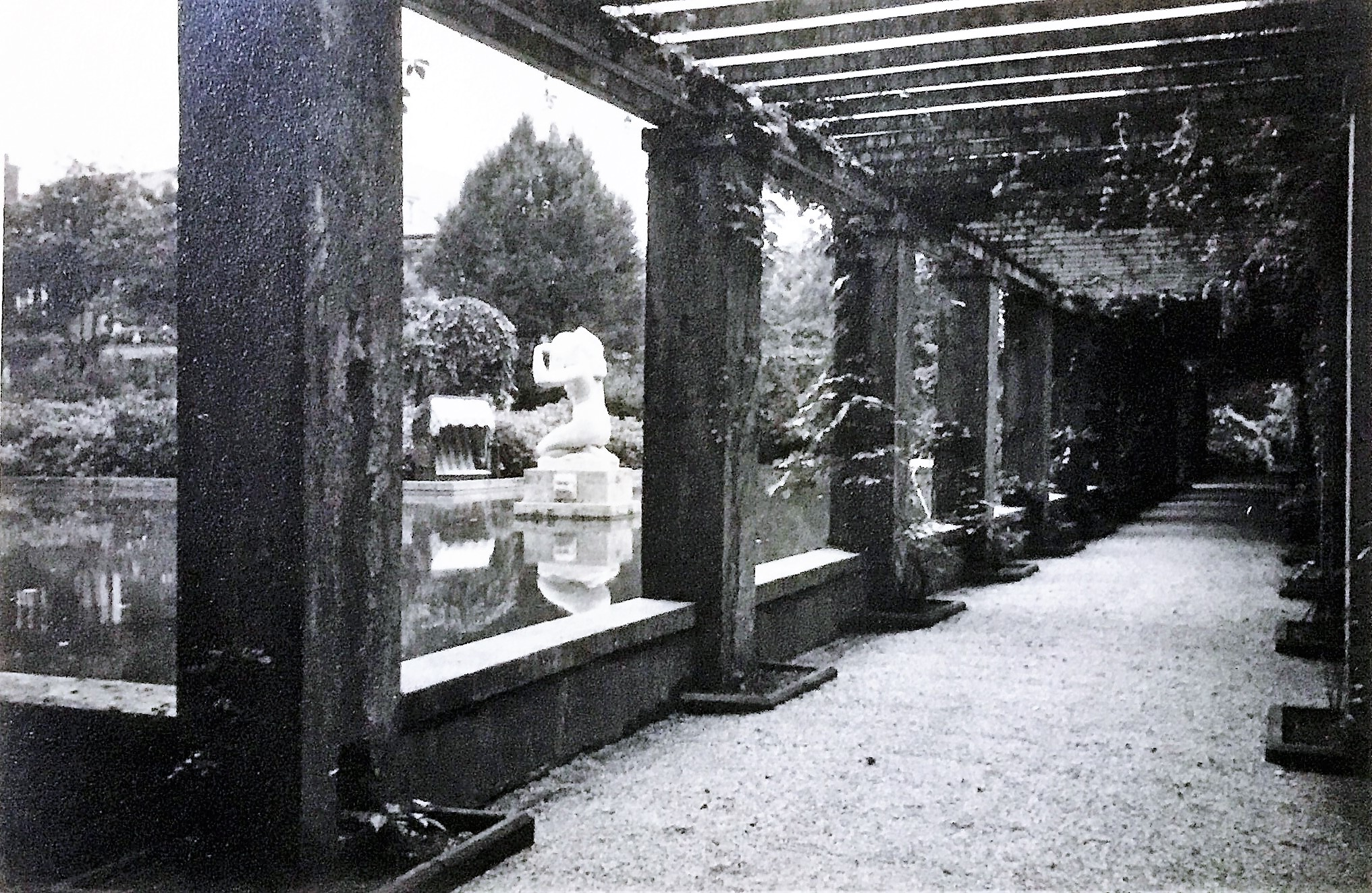
Villa Fritz Thyssen Laubengang, Fotosammlung KuMuMü-Kulturmuseum Mülheim

Nach der Fertigstellung bezog Fritz Thyssen die Villa mit seiner Familie. Als er 1939 vor dem NS-Regime aus Deutschland floh, wurde das Anwesen von den Nationalsozialisten beschlagnahmt und als Schulungsstätte für Kindergärtnerinnen genutzt.

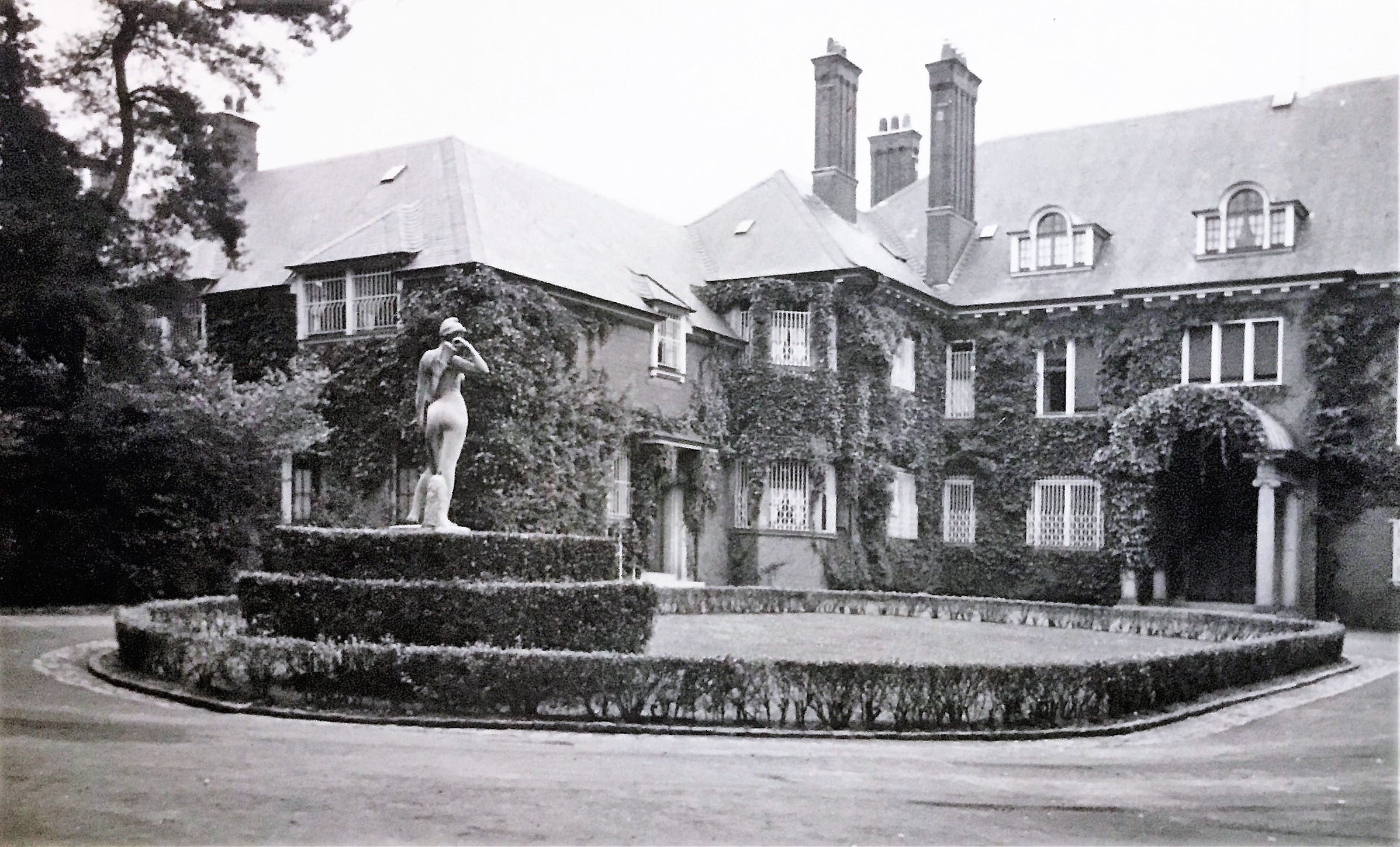
Villa Fritz Thyssen, Eingang und Vorfahrt, Fotosammlung KuMuMü-Kulturmuseum Mülheim

1945 richteten die Engländer dort ein britisches Internat ein. Nach dem Auszug des Internats 1969 stand das Landhaus einige Jahre leer. 1973 verkauften Fritz Thyssens Erben die Villa an die Mülheimer Unternehmerfamilie Grillo, die den Bau umfangreich restaurierte.
1993 zerstört ein Großbrand das Herrenhaus. Das Grundstück mit den Gebäuderesten wurde 1999 an eine Duisburger Investorengesellschaft verkauft. 2001/2002 erfolgte der Wiederaufbau als „Villenpark Uhlenhorst“ mit Wohneinheiten sowohl im ehemaligen Herrenhaus als auch in den ehemaligen Nebengebäuden. Das ursprüngliche Erscheinungsbild wurde dabei weitgehend wiederhergestellt.